# Trittenheim
Trittenheim is een plaats in de Duitse deelstaat Rijnland-Palts, en maakt deel uit van de Landkreis Trier-Saarburg.
Trittenheim ligt op de linkeroever van de Moezel en telt 1.046 inwoners.

## Geografie
Trittenheim ligt op een glijoever van de Moezel. Het situeert zich op de linkeroever van de Moezel.

## Bestuur
De plaats is een Ortsgemeinde en maakt deel uit van de Verbandsgemeinde Schweich an der Römischen Weinstraße.

## Wijnbouw
In ongeveer 236 ha wijngaarden wordt overwegend Riesling verbouwd. De bekendste wijnhellingen zijn Apotheke en Altärchen, welke beide tot de Grosslage Michelsberg behoren. De wijnbouw vormt de basis voor het toerisme in Trittenheim. In het dorp zijn overal wijnboerderijen, pensions en gasthuizen aanwezig, waar overnacht kan worden.

## Geschiedenis en cultuur

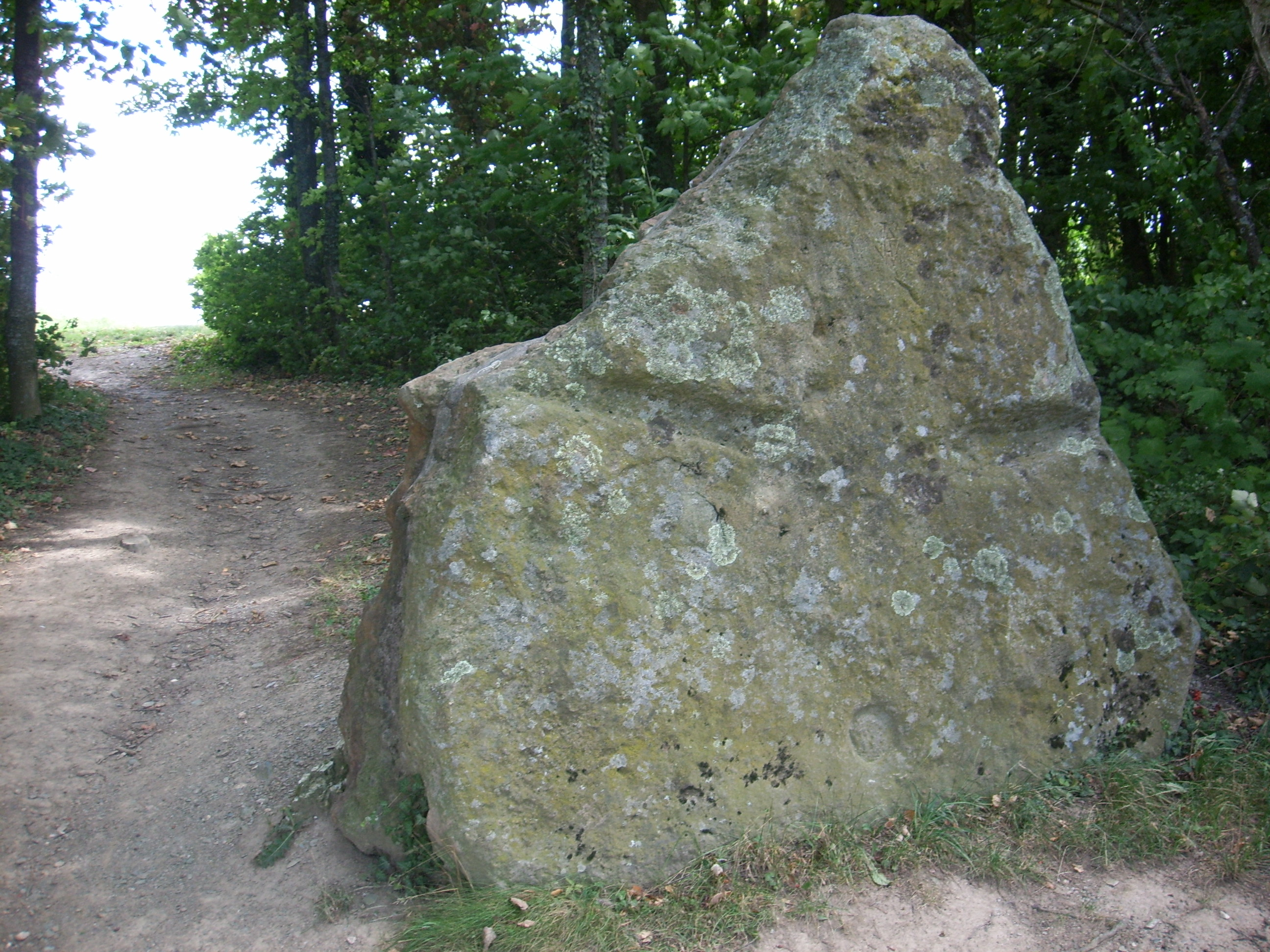
De Hinkelstein bij Trittenheim

### Hinkelstein
In de bergen van Trittenheim staat de Hinkelstein, op de grens van de gemeenten Trittenheim, Köwerich en Klüsserath. De Hinkelstein is een van de weinig bewaard gebleven menhirs (Keltisch: Langstein) in de streek. De 50 kg zware steen heeft jarenlang gelegen en werd in het kader van een ruilverkaveling in 1971-1973 weer opgericht. De menhir is ca. 3500 jaar oud en staat ook bekend als de Trittenheimer 'Eselstratt'. Op de Hinkelstein zijn vroegtijdse bewerkingssporen te zien, zoals de 'buiknavel' en twee brede geulen als 'armen'. Met enige fantasie kun je uit de steen een breed figuur halen, met klein hoofd. Men vermoedt dat deze vorm teruggaat tot een vruchtbaarheidscultus uit de Steentijd. De populaire naam 'Eselstratt' heeft te maken met een lokale sage, met legendeachtige trekjes. Het volksverhaal wil dat een christelijke maagd zich, op de vlucht voor een heidense ridder, met haar rijdier, een ezel, op deze plaats gered heeft door een reusachtige sprong in het dal. De hoefdruk van de ezel is achtergebleven. Bij het zien van dit wonder heeft de ridder zich tot het christendom bekeerd.
De 'Eselstratt'-sage is waarschijnlijk later, achteraf, bedacht, toen de betekenis van de bewerkingssporen op de steen niet meer werden begrepen.

### Romeinse sarcofagen

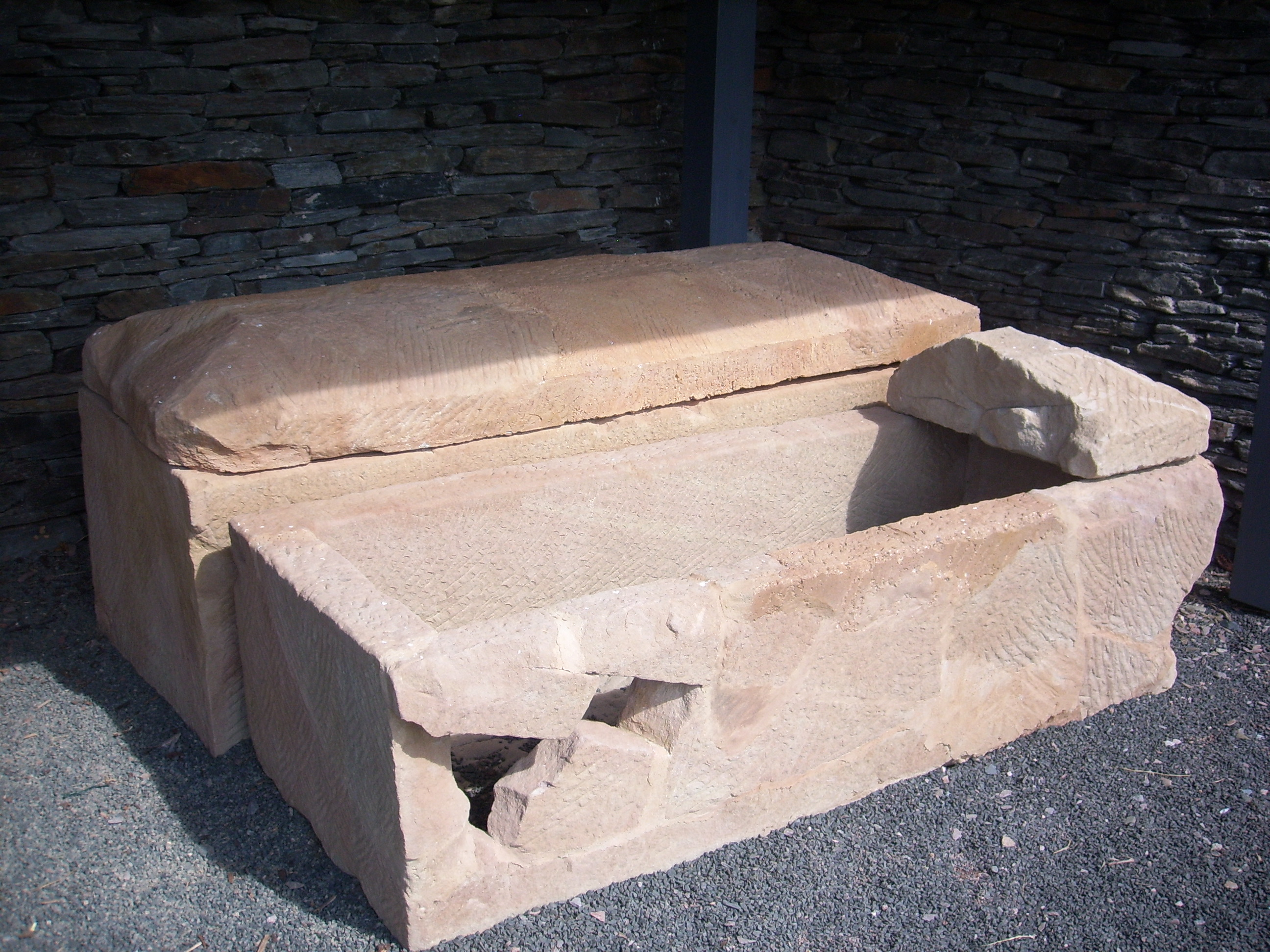
Trittenheimer sarcofagen

Bij Trittenheim liggen twee zandstenen sarcofagen uit de laat-Romeinse periode. Teraardebestellingen vonden in de klassieke oudheid volgens de Romeinse wetgeving uitsluitend buiten bevolkte gebieden (extra muros) plaats. Er bestonden zowel crematies als begrafenissen. In de 1e en 2e eeuw vonden vooral crematies plaats, terwijl vanaf de 4e eeuw vooral begrafenissen werden uitgevoerd. Dit proces ging gepaard met de kerstening. De sarcofagen waren meestal uit regionale steensoorten gemaakt en werden zonder dure reliëfversiering gemaakt. Vooral bij zandstenen sarcofagen zijn de halfcirkelvormige bewerkingssporen van de steenhouwers goed te zien.
In 1920 werden twee sarcofagen ontdekt bij Trittenheim, van ca. 375 na Chr. Naast een rijk bekleed skelet waren als grafgiften een ijzeren messenlemmet en drie trechterhalsflessen aanwezig. De grafvondst werd toen weer met aarde bedekt. In het kader van een herverkaveling in 2005 werden beide sarcofagen blootgelegd en gerestaureerd. In 2010 werden ze voor het publiek geopend. Het graf moet van een belangrijke wijngaardeigenaar zijn geweest.

### Joodse begraafplaats

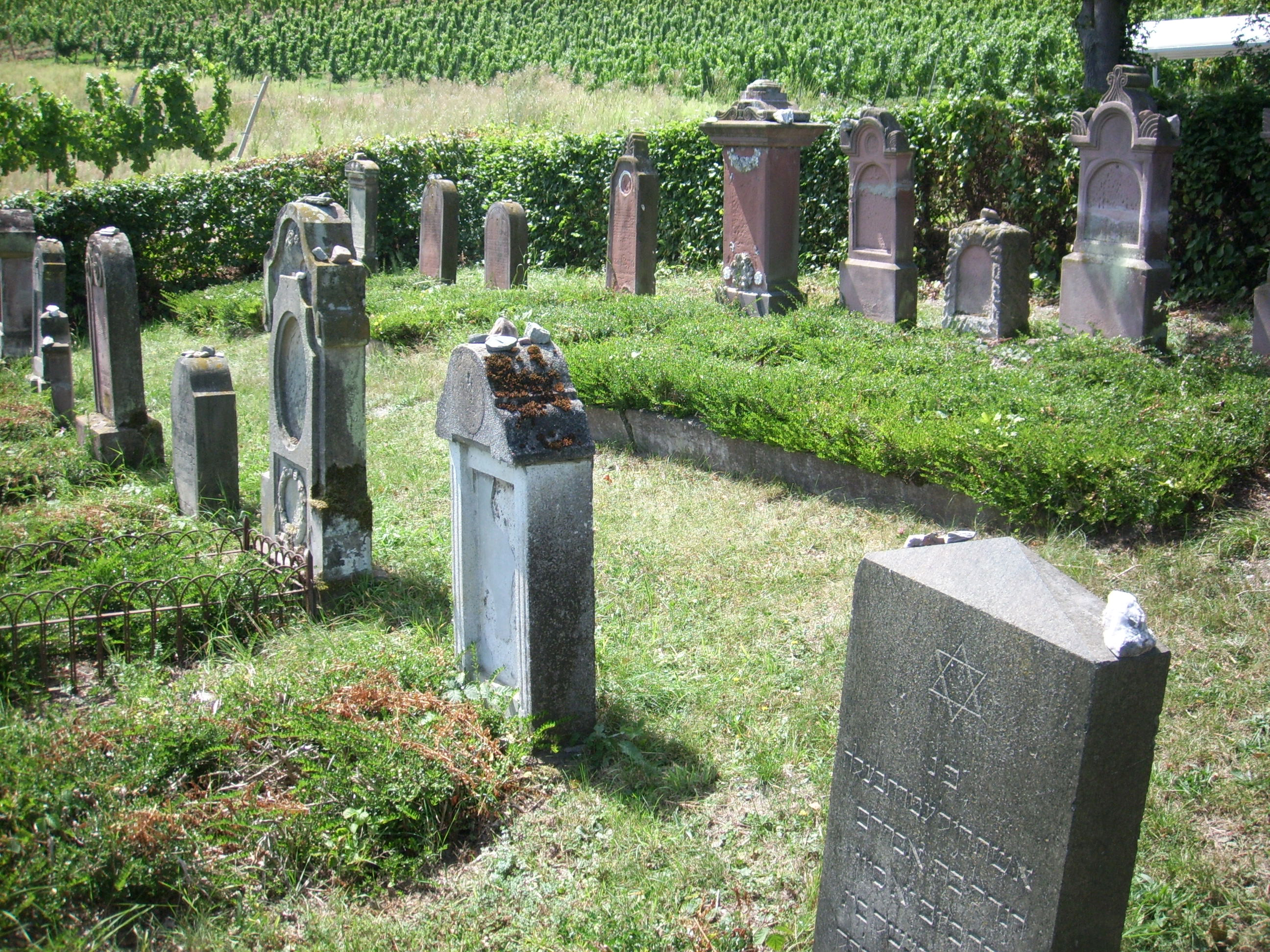
Joodse begraafplaats in Trittenheim.

In de bergen van Trittenheim is een Joodse begraafplaats aangelegd. Het herinnert aan de 200-jarige geschiedenis van de joden in Trittenheim. Tijdens de periode 1896-1938 diende de plek als begraafplaats voor de joodse gemeente. Voordien waren de gemeenteleden aangewezen op de joodse begraafplaatsen van nabijgelegen gemeenten. Twintig grafsteles zijn bewaard gebleven. Tekenen van verwering gaan gepaard met sporen van antisemitische haat. Overeenkomstig de joodse traditie wijst de ligging van de graven naar Jeruzalem.

## Geboren in Trittenheim

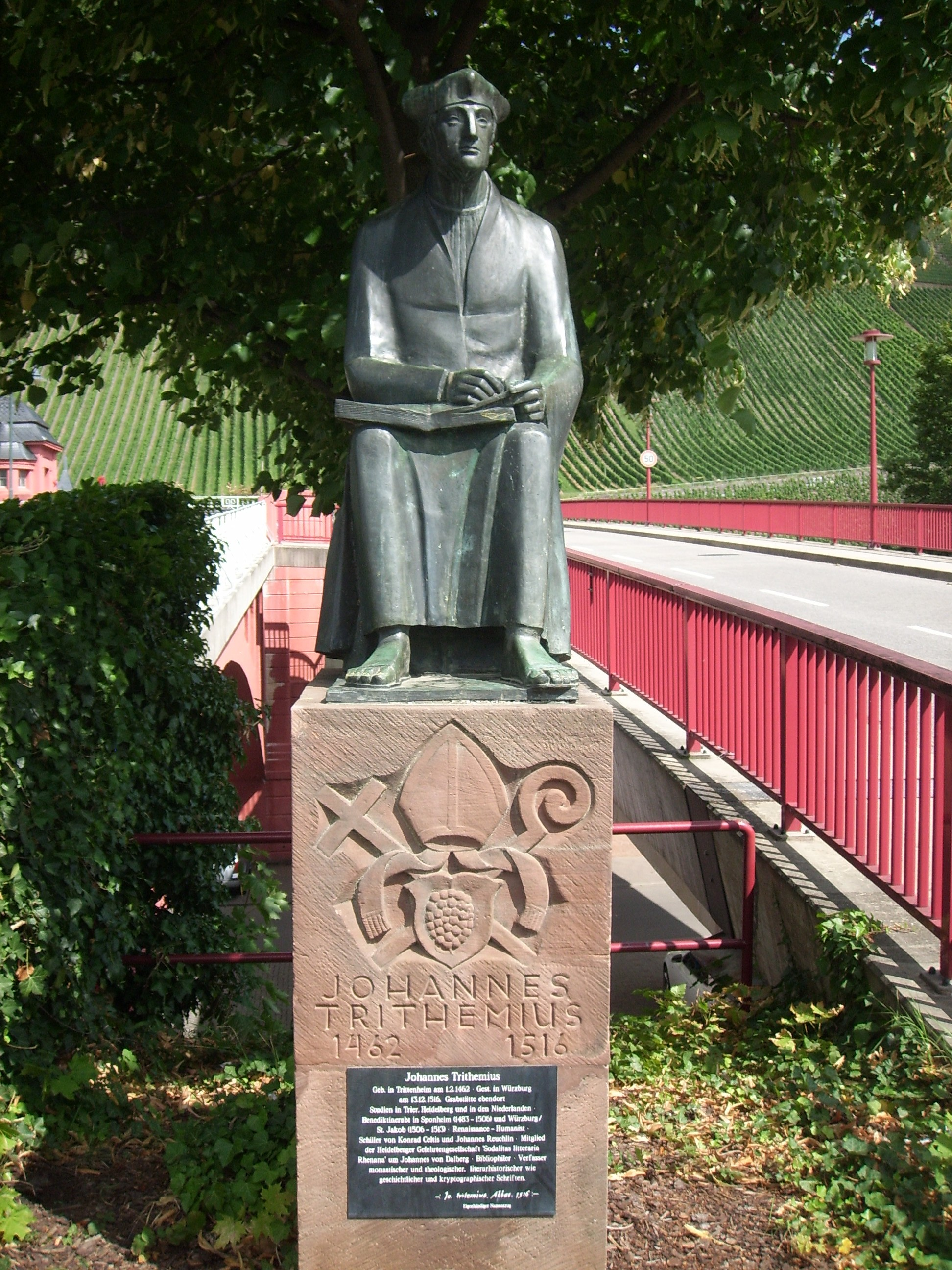
Standbeeld van Trithemius in Trittenheim.

- Johannes Trithemius (1462), geschiedschrijver en schrijver van het oudst bekende gedrukte werk over cryptografie
- Stefan Andres (1906-1970), schrijver

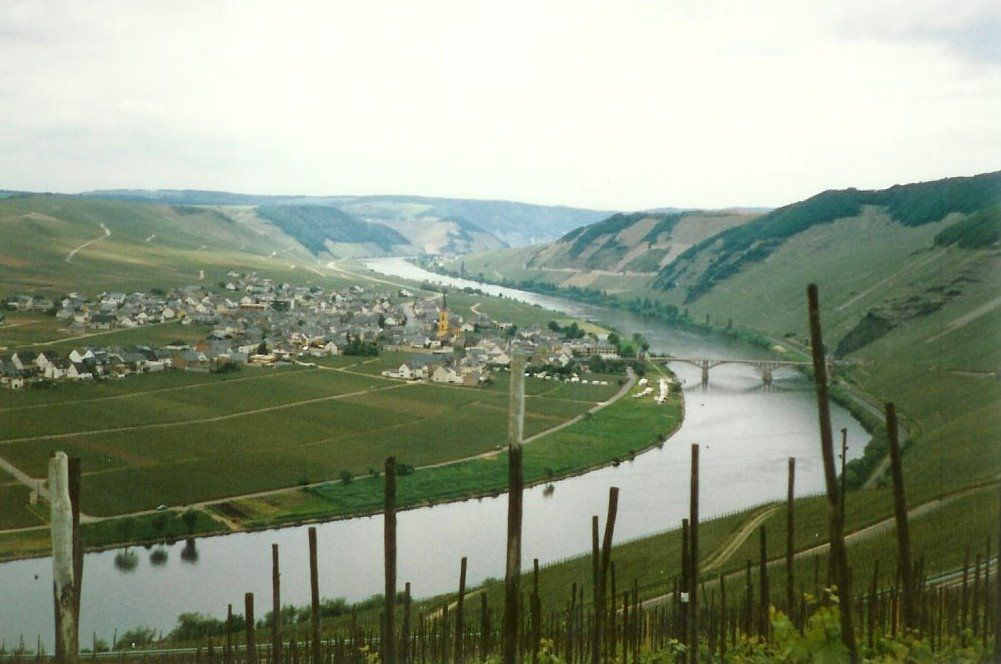
Het dorpje in 1981. Toen nog met de oude Romeinse brug.